# Liana Badr
Liana Badr (Jerusalén, 1950) es una escritora palestina.

## Biografía
Liana Badr es novelista, escritora de historias, periodista, poeta y directora de cine. Se crio en Jericó y comenzó a escribir a los doce años. La invasión israelí de Cisjordania en 1967 provocó el éxodo de su familia, que se convirtió en refugiada en Jordania. Estudió en la Universidad de Jordania y se graduó de la Universidad Árabe de Beirut con una licenciatura en filosofía y psicología. Liana estudió también en la Universidad Libanesa y obtuvo su máster de la Universidad de Birzeit. Vivió en Beirut y trabajó como editora para Al Hurriyya. Después de 1982, se mudó a Damasco, luego a Túnez y a Amán. Finalmente, regresó a Palestina en 1994.
Trabajó en el Ministerio de Cultura palestino como directora general de Artes. Posteriormente, trabajó en el Archivo Cinemático a través de su departamento de Audiovisual y fue editora de Dafater Thaqafiyya.

## Premios recibidos
- Premio Interamericano - "Sigilio de la Pace" de la Municipalidad de Florencia y Festival de Cine Femenino de Florencia - 2007 - por Gates are Open. Sometimes !
- Zetounat ganó el premio de bronce y el mejor trabajo sobre Mujeres en los países árabes 2001 - Túnez - Festival de radio y TV árabes.
- Zetounat -recibió el premio honorario en el Festival de Cortometrajes -Teherán -Irán-2002.
- The green Bird (El pájaro verde) ganó el premio de bronce en el Festival Internacional de Cine de El Cairo para niños de 2002.
- Homenaje en el Festival Internacional de Cine de El Cairo 2000 para Fadwa: Una historia de una poetisa palestina y Zetounat Film.

## Obras
- بوصلة من أجل عباد الشمس: رواية ؛ شرفة على الفاكهاني : قصص (Compass of the Sunflower) دار الثقافة الجديدة, 1989
- جحيم ذهبي: قصص (Hell of Gold: stories), دار الاداب،, 1991
- عين المرآة (The Eye of the Mirror) - 1991
- نجوم أريحا (Jericho Stars), دار الهلال،,1993
- زنابق الضوء (Lillies light) 1998 دار شرقيات للنشر واالتوزيع

### Obras en inglés
- A compass for the sunflower, Women's Press, 1989, ISBN 978-0-7043-5037-3
- A Balcony over the Fakihani. Traductores Peter Clark, Christopher Tingley. Interlink Books. 1993. ISBN 978-1-56656-464-9.
- The Stars of Jericho, 1993.
- The Eye of the Mirror, Traductor Samira Kawar, Garner, 1994, ISBN 978-1-85964-020-3; Garnet, 2008, ISBN 978-1-85964-201-6
- The March of the Dinasours.2009. publicado por “Freedom“

### Literatura infantil
- 1978 فراس يصنع بحرأ (Firas makes a Sea)
- 1981 في المدرسة (In the School )
- 1981 القطة الصغيرة (The little Cat)
- 1990 طيارة يونس (Younes's Kite)
- 1997 الأصدقاء يعبرون النهر (The Friends are Crossing the River)
- 2007 قطة لا تقول نياو (A Cat who doesn’t Say Miao)
- 2008 زهرة الثلج الحمراء (The Red Snow Flower )

## Filmografía
- Fadwa: A Tale of a Palestinian Poetess. 52 min, 1999.
- Zeitounat. 37 min, 2000.
- The Green Bird. 37 min, 2002.
- Siege ( A Writer's Diary). 33 min. 2003
- The Gates are Open. Sometimes! 2006. 42 min.
- A match on Thursday Afternoon. 2006. 3 min.
- Al QUds – My City . 2010. 52 min[4]